# 坂井伊織
坂井 伊織（さかい いおり、1991年4月18日 - ）は、日本の女性モデル、レースクイーン、グラビアアイドル。
神奈川県出身、「office ai」所属。愛称は「いおりん」。
2018年3月より芸名を「中谷 伊織」（なかたに いおり）と改めている。

## 人物
- 資格として、秘書検定2級・漢字検定2級・英検準2級を持っている。
- 趣味は音楽鑑賞。
- 特技はピアノ。
- コリラックマが大好き。

## 出演

### レースクイーン
| 年度   | カテゴリー   | チーム名                                     | 他メンバー                             |
| ------ | ------------ | -------------------------------------------- | -------------------------------------- |
| 2014年 | スーパー耐久 | スポーツコクピット狭山WithARS                | 相原麻美、立花未来                     |
| 2015年 | スーパー耐久 | A＆D RACING PROJECT「RCPS ANGEL」            | 立花未来、夏樹凛、水嶋なな、蛯原メイ   |
| 2018年 | スーパー耐久 | 浅野レーシングサービス「Weds Gals」(1st Rd.) | 芹澤せいか、安西茉莉、鮎川アスナ       |
| 〃     | スーパー耐久 | 小林レーシングプロジェクト(2nd Rd.～)        | 古藤愛梨、ちゃろ、今村知可、月宮まどか |
| 2019年 | スーパー耐久 | 浅野レーシングサービス                       | 華月咲、朝比奈愛弥、愛川菜月           |

### テレビ
- 男のザップ（2016年4月14日 - 、BSスカパー!）：「生イキ！ガールズ（アシスタント）」としてレギュラー出演

### DVD
1. 極限RQ マイクロビキニ編（2015年1月18日、グラフェチ）
2. 優しいお姉さん（2015年7月31日、スパイスビジュアル）
3. 秘密の時間（2016年10月9日、アスロード）
4. 抱いて…（2017年3月31日、グラッソ）
5. 濡尻（2017年6月30日、グラッソ）
6. 混浴気分vol.22（2017年9月29日、オルスタックソフト販売）

### イベント
- 東京オートサロン：ごんた屋ブース（2014年 - 2017年）、MSYガレージブース（2018年）[注 1]
- 大阪オートメッセ：ごんた屋ブース（2016年）

### WEB
- Ymode
- BWH
- レースクイーン（RQ）グラビア＆ハイビジョンムービーサーキットの星

### 雑誌
- ギャルズパラダイス